# Académie internationale de recherche sur la sexualité
L'Académie internationale de recherche sur la sexualité (IASR) est une société scientifique des chercheurs en sexologie. Selon John Bancroft, directeur à la retraite de l'institut Kinsey, l'IASR « peut prétendre ressembler la plupart des chercheurs de pointe du domaine. ». L'IASR est la seule parmi les organisations de sexologie à faire élire ses adhérents par les autres membres, ce qui nécessite d'avoir significativement contribué à la sexologie, notamment avoir publié au moins 10 articles ou plus. Les membres notables ont inclus Ray Blanchard, Milton Diamond, Kurt Freund, Richard Green, Leonore Tiefer, Judith Becker, Heino F. L. Meyer-Bahlburg et Kenneth Zucker. Le journal officiel de l'IASR est Archives of Sexual Behavior.

## Histoire
L'IASR a été fondée le 1er août 1973. Les 53 membres fondateurs ont été nommés par le conseil d'administration de la revue Archives of Sexual Behavior, qui est devenue le journal de l'IASR. Le fondateur et rédacteur en chef d'Archives of Sexual Behavior était Richard Green. L'éditeur actuel est Kenneth Zucker.
La première rencontre annuel de l'IASR a eu lieu à l'Université d'État de New York à Stony Brook, en septembre 1975. Elle a été menée par le président fondateur, Richard Green.

### Présidents
- Richard Green
- Heino F. L. Meyer-Bahlburg de 1990 à 1991.
- Leonore Tiefer (1993[5]).